# Деймон Деш
Деймон Ентоні Деш (нар; 3 травня 1971) — американський підприємець і виконавчий музичний продюсер. Найбільше відомий як співзасновник Roc-A-Fella Records разом з Jay-Z і Карімом Берком.

## Раннє життя
Народившись у Нью-Йорку, Деш у підлітковому віці підмітав підлогу в місцевій перукарні та продавав газети, щоб купити кросівки та сорочки. Коли Дешу було 15 років, у нього діагностували діабет 1 типу. «До того, як мені поставили діагноз... Приблизно місяць-два я безперервно ходив у туалет і худнув», - згадував Деш. «Меджіку Джонсону щойно поставили діагноз СНІД, тож я думав, що у мене це. Я боявся навіть йти до лікаря. Я думав, що помру».

## Кар'єра
Деш працював менеджером і діловим партнером Jay-Z в Roc-A-Fella Records, а в 1999 році він організував для Jay-Z тур, який заробив 19 мільйонів доларів. Їхні стосунки зіпсувалися після того, як Def Jam Recordings викупила Roc-A-Fella (раніше володіла лише половиною компанії) у 2004 році, після чого Jay-Z погодився взяти на себе посаду президента Def Jam.
У квітні 2014 року було оголошено, що Dash бере участь у Blind Debit, додатку для оплати відбитками пальців, який розробляє Dez White.
Dash заснував DD172, медіа-колектив, який включає: America Nu, журнал; VNGRD79, фірма веб-дизайну; BluRoc Records, підрозділ звукозаписної компанії, а також художню галерею.

## Особисте життя
Деш познайомився з R&B-співачкою Алією в Нью-Йорку влітку 2000 року через свого бухгалтера і зустрічався з нею до її загибелі 25 серпня 2001 року в авіакатастрофі на Багамах. Хоча офіційно вони не були заручені, в інтерв’ю, даних після смерті Алії, Деш заявив, що пара планувала одружитися.
У 2005 році Деш одружився з модельєркою Рейчел Рой, з якою зустрічався до стосунків з Алією. Познайомилися, коли вона працювала стажисткою в Rocawear. Разом у них є дві доньки, Ава Деш (нар. 7 грудня 1999) і Таллула Деш (нар. 14 травня 2008). Після розлучення в 2009 році між ними була запекла боротьба за опіку.
У Деша є син Дам «Бугі» Деш (нар. 28 листопада 1991) від колишньої партнерки Лінди Вільямс. У нього також є ще один син Лакі, який народився в 2004 році від Сінді Моралес.
У Деша та його нареченої Ракель Горн 14 листопада 2020 року народився син Душко Деш.

## Зовнішні посилання
- Деймон Деш на сайті IMDb (англ.)